# L'Absie
L'Absie é uma comuna francesa na região administrativa da Nova Aquitânia, no departamento de Deux-Sèvres. Estende-se por uma área de 13,02 km². Em 2010 a comuna tinha 1 030 habitantes (densidade: 79,1 hab./km²).